# Abdullah Ercan
Abdullah Ercan (Estambul, Turquía, 8 de diciembre de 1971) es un exjugador y actual entrenador de fútbol turco. En su etapa como jugador profesional se desempeñaba como lateral izquierdo.

## Selección nacional
Fue internacional con la selección de fútbol de Turquía en 68 ocasiones. Formó parte de la selección que obtuvo el tercer lugar en la Copa del Mundo de 2002, pese a no haber jugado ningún partido durante el torneo.

### Participaciones en Copas del Mundo
| Mundial                        | Sede                | Resultado    | Partidos | Goles |
| ------------------------------ | ------------------- | ------------ | -------- | ----- |
| Copa Mundial de Fútbol de 2002 | Corea del Sur Japón | Tercer lugar | 0        | 0     |

### Participaciones en Eurocopas
| Copa          | Sede                 | Resultado        | Partidos | Goles |
| ------------- | -------------------- | ---------------- | -------- | ----- |
| Eurocopa 1996 | Inglaterra           | Fase de grupos   | 3        | 0     |
| Eurocopa 2000 | Bélgica Países Bajos | Cuartos de final | 2        | 0     |

## Equipos

### Como jugador
| Equipo       | País    | Año       |
| ------------ | ------- | --------- |
| Trabzonspor  | Turquía | 1990-1999 |
| Fenerbahçe   | Turquía | 1999-2003 |
| Galatasaray  | Turquía | 2003-2004 |
| İstanbulspor | Turquía | 2004-2006 |

### Como entrenador
| Equipo                         | País    | Año       |
| ------------------------------ | ------- | --------- |
| Selección nacional sub-17      | Turquía | 2007-2011 |
| Gaziantepspor                  | Turquía | 2011-2012 |
| Selección nacional sub-21      | Turquía | 2012-2015 |
| Selección nacional (asistente) | Turquía | 2015-2018 |
| Sakaryaspor                    | Turquía | 2019      |
| Turgutluspor                   | Turquía | 2021      |
| Arnavutköy Belediyespor        | Turquía | 2022-2023 |
| Karaman FK                     | Turquía | 2023      |

## Palmarés

### Campeonatos nacionales
| Título               | Equipo      | País    | Año  |
| -------------------- | ----------- | ------- | ---- |
| Copa de Turquía      | Trabzonspor | Turquía | 1992 |
| Copa del Canciller   | Trabzonspor | Turquía | 1994 |
| Copa de Turquía      | Trabzonspor | Turquía | 1995 |
| Supercopa de Turquía | Trabzonspor | Turquía | 1995 |
| Copa del Canciller   | Trabzonspor | Turquía | 1996 |
| 1. Lig               | Fenerbahçe  | Turquía | 2001 |